# Çayırbaşı, Dernekpazarı
Çayırbaşı là một xã thuộc huyện Dernekpazarı, tỉnh Trabzon, Thổ Nhĩ Kỳ. Dân số thời điểm năm 2011 là 125 người.